# 浦安修
浦安修（1918年7月—1991年5月2日），女，江苏嘉定人，生於北京。中華人民共和國元帥彭德怀的妻子（1962年浦提出离婚，但未获批准），两人未育子嗣。

## 生平
青年時就读国立北平师范大学，曾參與“一二‧九”愛國學生運動。1936年參加婦女救國會，從事抗日活動。同年加入中國共產黨。1938年4月任陝北公學党總支婦女幹事和中共中央組織部訓練班秘書。同年10月10日在延安與彭德懷結婚，彭私下昵称其為“大学生”。
1957年任北京师范大学党委副書記。1959年7月，庐山会议之後，彭德怀受到批判，被指為成立“軍事俱樂部”，她受到株連，被免去職務。1962年浦安修主动提出与彭德怀离婚，但未获批准。文化大革命中，浦安修被列為全校批斗的重點對象，遭受迫害。1967年8月31日，浦安修投昆明湖自杀未遂。1974年9月，彭德怀病危，希望能見妻子一面。浦安修沒去見他最後一面。
1978年12月中國共產黨召開十一屆三中全會，與彭德懷獲得平反，恢复了學校党委副書記的職務。彭德怀平反后，在追悼会的准备期间，浦安修请求恢复彭德怀夫人身份参加追悼活动，但彭梅魁等人坚决反对。最终中央以离婚报告未批准为由，还是认定浦安修是彭德怀夫人。日後整理成《彭德怀自述》一書。
1991年5月2日在北京逝世。

## 家庭
无子女。父浦友梧，大姐浦洁修，二姐浦熙修，弟浦通修。